# Bombylius trichurus
Bombylius trichurus är en tvåvingeart som beskrevs av Peter Simon Pallas 1818. Bombylius trichurus ingår i släktet Bombylius och familjen svävflugor. Inga underarter finns listade i Catalogue of Life.